# 默姆林根
默姆林根是德国巴伐利亚州的一个市镇。总面积18.46平方公里，总人口4925人，其中男性2411人，女性2514人（2011年12月31日），人口密度267人/平方公里。